# 南京府
南京府，中华民国初年短暂设置的府，在今江蘇省南京市。这是南京历史上第一次正式使用“南京”为行政区名。

## 历史
清代南京城為江蘇省江寧府府城，亦是江宁府倚郭县——上元县、江宁县县城所在。1911年辛亥革命后，江苏巡抚程德全宣布江苏独立，自任江苏都督。
1912年1月1日，南京临时政府成立，定都於南京城。1月9日，江苏都督庄蕴宽返回苏州。以江宁民政厅管理南京行政事务。临时大总统孙中山任命方潜为南京府首任知事，组织南京府，以取代江宁民政厅。南京府直属内务部。管辖区域亦仅上元县、江宁县两县范围。3月20日，任命南京本地士绅辛汉为第二任南京府知事。4月6日，国务总理唐绍仪率部迁往北京。同日，设南京留守府，以黄兴为留守。12月时，南京府知事辛汉辞职未果。1913年1月22日，国务院宣布“南京府二十日起已实行改为县知事。”1月23日，江宁县知县辛汉请辞，以钟洪声代理。1927年，又置南京特别市。